# Стормер, Юджин
Юджин Стормер (англ. Eugene Filmore Stoermer; 1934—2012) — американский ботаник и эколог, ведущий исследователь диатомовых водорослей в США. Известен своими исследованиями водорослей североамериканских великих озёр. Профессор биологии в Мичиганского университета. Ввёл термин антропоцен.

## Биография
Родился 7 марта 1934 года.
В 1958 году получил степень бакалавра в университете штата Айова.
В 1963 году получил степень доктора в университете штата Айова. Его диссертация была посвящена «пост-плейстоценовым диатомовым водорослям из озера Вест-Окободжи, Айова».
Преподавал «Систематику и экологию пресноводных диатомовых водорослей».
В 1988 году был президентом Фикологической (водорослевой) ассоциации Америки (англ. Phycological Society of America).
Скончался 17 февраля 2012 года от рака пищевода.

## Антропоцен
Известен как учёный, который ввёл термин «Антропоцен» для обозначения воздействия и доказательства влияния деятельности человека на планете Земля.
Однако это слово не использовалось до его популяризации в 2000 году лауреатом Нобелевской премии по химии атмосферы Паулем Крутценом и другими, которые расценили влияние людей на земную атмосферу за последние столетия как началo новой геологической эпохи (последняя стадия антропогена).

## Память
В честь него был назван род диатомовых водорослей — Stoermeria J.P. Kociolek, L. Escobar & S. Richardon, 1996.
И несколько видов:
- Amphora stoermerii M. Edlund & Z. Levkov, 2009
- Amphorotia stoermeri D.M. Williams & G. Reid, 2006
- Colliculoamphora stoermeri G. Reid & D.M. Williams, 2009
- Encyonema stoermeri S.A. Spaulding, J.R. Pool & S.I. Castro, 2010
- Encyonopsis stoermeri H. Lange-Bertalot & D. Metzeltin, 2009
- Frustulia stoermeri H. Lange-Bertalot & D. Metzeltin, 2009
- Gomphonema stoermeri J.P. Kociolek & J.C. Kingston, 1999
- Gomphosphenia stoermeri J.P. Kociolek & E.W. Thomas, 2009
- Navicula stoermeri J.P. Kociolek & B. de Reviers, 1996
- Neidium stoermeri E.W. Thomas & J.P. Kociolek, 2008
- Pinnularia stoermeri D. Metzeltin & H. Lange-Bertalot, 2007
- Surirella stoermerii R.L. Lowe, 1973